# 24 Heures du Mans 1958
Navigation
Édition précédente Édition suivante
Les 24 Heures du Mans 1958 sont la 26e édition de l'épreuve et se déroulent les 21 et 22 juin 1958 sur le circuit de la Sarthe. Cette course est la cinquième manche du Championnat du monde des voitures de sport 1958 (WSC - World Sportscar Championship).

## Nombre de pilotes qualifiés pour la course
110 pilotes prennent part à la course.
| 42 Français     | 32 Britanniques | 10 Belges     | 9 Américains | 6 Allemands |
| 2 Italiens      | 1 Argentin      | 1 Australien  | 1 Cubain     | 1 Espagnol  |
| 1 Guatémaltèque | 1 Mexicain      | 1 Néerlandais | 1 Suédois    | 1 Suisse    |

### Par catégorie
| Catégorie           | Classes       | Participants     |
| ------------------- | ------------- | ---------------- |
| Larges cylindrées   | S 3.0         | 21 (+2 réserves) |
| Cylindrées moyennes | S 2.0 / S 1.5 | 15 (+2 réserves) |
| Petites cylindrées  | S 1.1 / S 750 | 19 (+3 réserves) |

## Classement final de la course

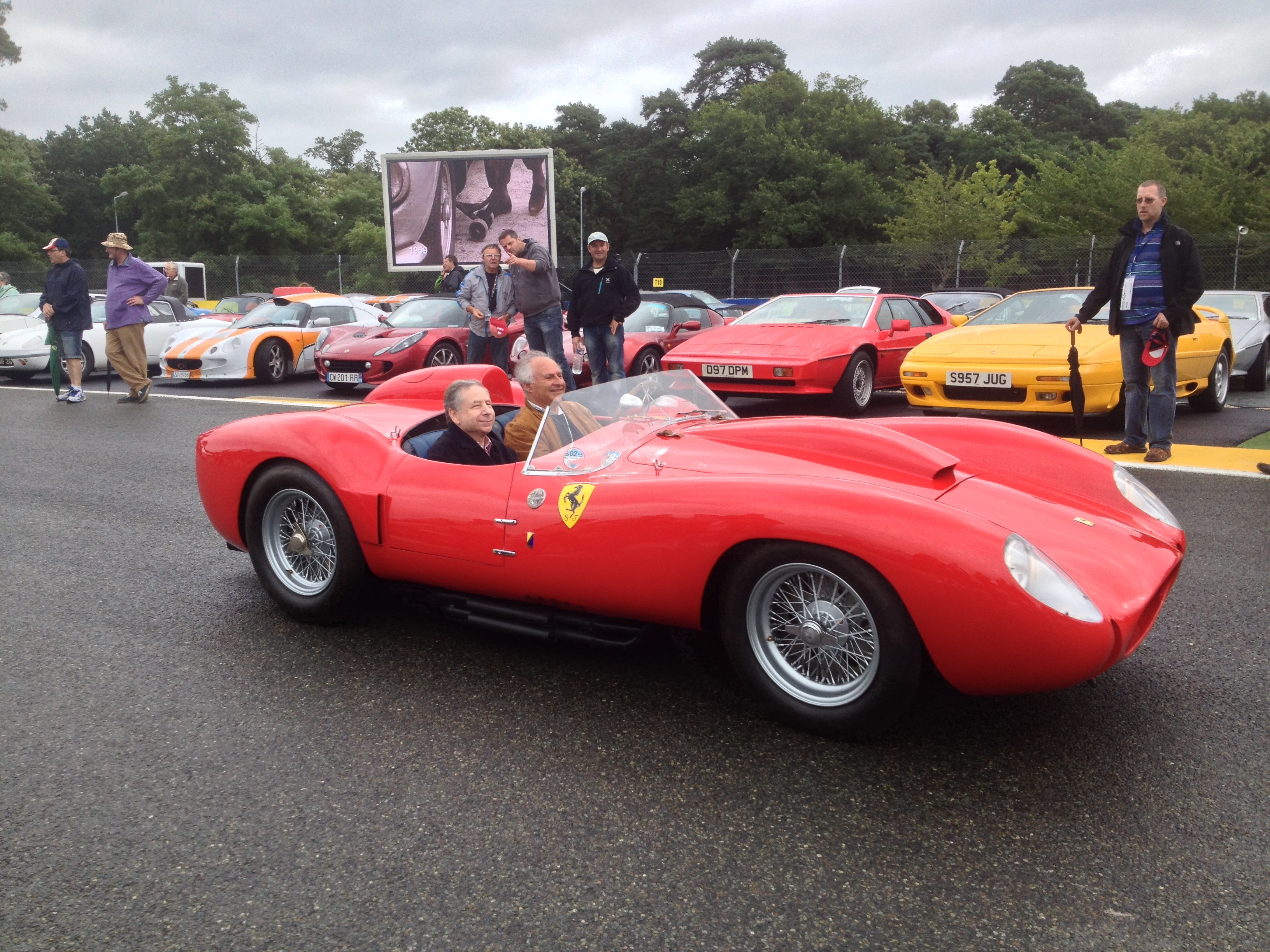
Une Ferrari 250 TR58 lors d'une rétrospective au Mans.

| Pos.  | Catégorie | no | Écurie                            | Pilotes                                           | Châssis                        | Moteur                  | Pneus | Tours |
| ----- | --------- | -- | --------------------------------- | ------------------------------------------------- | ------------------------------ | ----------------------- | ----- | ----- |
| 1     | S 3.0     | 14 | Scuderia Ferrari                  | Olivier Gendebien Phil Hill                       | Ferrari 250 TR58               | Ferrari 3.0L V12        | E     | 305   |
| 2     | S 3.0     | 5  | P & A.G. Whitehead                | Graham Whitehead Peter Whitehead                  | Aston Martin DB3S              | Aston Martin 3.0L I6    | A     | 293   |
| 3     | S 2.0     | 29 | Porsche KG                        | Jean Behra Hans Herrmann                          | Porsche 718 RSK Spyder         | Porsche 1.6L Flat-4     | C     | 291   |
| 4     | S 1.5     | 31 | Porsche KG                        | Edgar Barth Paul Frère                            | Porsche 718 RSK                | Porsche 1.5L Flat-4     | C     | 290   |
| 5     | S 1.5     | 32 | Baron Carel Godin de Beaufort     | Carel Godin de Beaufort Herbert Linge             | Porsche 550A RS                | Porsche 1.5L Flat-4     | C     | 288   |
| 6     | S 3.0     | 21 | Équipe nationale belge            | Jean Blaton Alain de Changy                       | Ferrari 250 TR                 | Ferrari 3.0L V12        | D     | 279   |
| 7     | S 3.0     | 22 | Ed Hugus                          | Ed Hugus Ray Erickson                             | Ferrari 250 TR                 | Ferrari 3.0L V12        | F     | 278   |
| 8     | S 2.0     | 28 | AC Cars Ltd.                      | Richard Stoop Peter Bolton (de)                   | AC Ace LM Prototype            | Bristol 2.0L I6         | D     | 257   |
| 9     | S 2.0     | 27 | AC Cars Ltd.                      | Hubert Patthey Georges André Berger               | AC Ace                         | Bristol 2.0L I6         | D     | 255   |
| 10    | S 1.5     | 34 | Jean-Paul Colas                   | Jacques Dewes Jean Kerguen                        | Porsche 550A RS                | Porsche 1.5L Flat-4     | C     | 254   |
| 11    | S 750     | 42 | Automobili O.S.C.A.               | Alejandro de Tomaso Colin Davis                   | O.S.C.A. Sport 750 TN          | O.S.C.A. 0.7L I4        | P     | 252   |
| 12    | S 750     | 44 | Automobiles Deutsch et Bonnet     | Gérard Laureau (de) Louis Cornet                  | DB HBR4 Spyder                 | Panhard 0.7L Flat-2     | D     | 250   |
| 13    | S 750     | 46 | Automobiles Deutsch et Bonnet     | Paul Armagnac Jean-Claude Vidilles                | DB HBR4                        | Panhard 0.7L Flat-2     | D     | 242   |
| 14    | S 750     | 41 | Automobili O.S.C.A.               | Jean Laroche Rémy Radix                           | O.S.C.A. Sport 750             | O.S.C.A. 0.7L I4        | P     | 241   |
| 15    | S 3.0     | 10 | Bruce Halford                     | Bruce Halford Brian Naylor                        | Lister LM                      | Jaguar 3.0L I6          | D     | 241   |
| 16    | S 2.0     | 24 | Peerless Cars                     | Peter Jopp Percy Crabb                            | Peerless GT Coupé              | Triumph 2.0L I4         | A     | 240   |
| 17    | S 750     | 51 | Équipe Monopole Course            | Jacques Poch Guy Dunaud-Saultier                  | Monopole X86                   | Panhard 0.7L Flat-2     | D     | 218   |
| 18    | S 750     | 45 | Automobiles Deutsch et Bonnet     | Robert Mougin Jean Lucienbonnet                   | DB HBR4                        | Panhard 0.7L Flat-2     | M     | 214   |
| N. c. | S 750     | 53 | Automobili Stanguellini           | François Sigrand René-Louis Revillon Michel Nicol | Stanguellini 750S              | Fiat 0.7L I4            | D     | 212   |
| N. c. | S 750     | 55 | Team Lotus Engineering            | Alan Stacey Tom Dickson                           | Lotus Eleven                   | Coventry Climax 0.7L I4 | D     | 202   |
| Abd.  | S 3.0     | 8  | J.D. Hamilton                     | Duncan Hamilton Ivor Bueb                         | Jaguar D-Type                  | Jaguar 3.0L I6          | D     | 251   |
| Abd.  | S 3.0     | 3  | David Brown Racing Dept.          | Tony Brooks Maurice Trintignant                   | Aston Martin DBR1/300          | Aston Martin 3.0L I6    | A     | 173   |
| Abd.  | S 1.1     | 38 | Team Lotus Engineering            | Innes Ireland Mike Taylor                         | Lotus Eleven                   | Coventry Climax 1.1L I4 | D     | 162   |
| Abd.  | S 3.0     | 1  | Francisco Godia                   | Francisco Godia Jo Bonnier                        | Maserati 300S                  | Maserati 3.0L I6        | D     | 142   |
| Abd.  | S 750     | 47 | Bernard Deviterne                 | Marcel Laillier René Bartholoni                   | DB HBR5                        | Panhard 0.7L Flat-2     | M     | 129   |
| Abd.  | S 2.0     | 25 | North American Racing Team (NART) | Pedro Rodríguez José Behra                        | Ferrari 500 TR58               | Ferrari 2.0L I4         | E     | 119   |
| Abd.  | S 3.0     | 12 | Scuderia Ferrari                  | Mike Hawthorn Peter Collins                       | Ferrari 250 TR58               | Ferrari 3.0L V12        | E     | 112   |
| Abd.  | S 750     | 54 | Automobili Stanguellini           | René Philippe Faure Michel Nicol                  | Stanguellini 750S              | Fiat 0.7L I4            | D     | 110   |
| Abd.  | S 3.0     | 16 | Scuderia Ferrari                  | Wolfgang von Trips Wolfgang Seidel                | Ferrari 250 TR58               | Ferrari 3.0L V12        | E     | 101   |
| Abd.  | S 750     | 48 | Équipe Monopole Course            | Maurice van der Bruwaene Jacques Lefourel         | Monopole X89                   | Panhard 0.7L Flat-2     | M     | 101   |
| Abd.  | S 1.1     | 40 | John Ogier                        | Tommy Bridger Peter Blond                         | Tojeiro                        | Coventry Climax 1.1L I4 | D     | 83    |
| Abd.  | S 3.0     | 19 | North American Racing Team (NART) | Edwin D. Martin Fernand Tavano                    | Ferrari 250 TR                 | Ferrari 3.0L V12        | E     | 77    |
| Abd.  | S 3.0     | 20 | Équipe Los Amigos                 | François Picard Jaroslav Juhan                    | Ferrari 250 TR                 | Ferrari 3.0L V12        | E     | 72    |
| Abd.  | S 3.0     | 18 | North American Racing Team (NART) | Dan Gurney Bruce Kessler                          | Ferrari 250 TR                 | Ferrari 3.0L V12        | E     | 64    |
| Abd.  | S 1.5     | 37 | Squadra Virgilio Conrero          | Marcel Lauga Jean Hébert                          | Alfa Romeo Giulietta SV Zagato | Alfa Romeo 1.3L I4      | E     | 59    |
| Abd.  | S 2.0     | 30 | Porsche KG                        | Richard von Frankenberg Claude Storez             | Porsche 718 RSK                | Porsche 1.6L Flat-4     | C     | 55    |
| Abd.  | S 3.0     | 4  | David Brown Racing Dept.          | Roy Salvadori Stuart Lewis-Evans                  | Aston Martin DBR1/300          | Aston Martin 3.0L I6    | A     | 49    |
| Abd.  | S 3.0     | 11 | Henri Peignaux                    | Jean-Marie Brussin (Mary) André Guelfi            | Jaguar D-Type                  | Jaguar 3.0L I6          | D     | 47    |
| Abd.  | S 3.0     | 17 | Fernand Tavano                    | Alfonso Gomez-Mena Piero Drogo                    | Ferrari 250 TR                 | Ferrari 3.0L V12        | E     | 45    |
| Abd.  | S 750     | 50 | Équipe Monopole Course            | Bernard Consten Jean Vinatier                     | Monopole VM5                   | Panhard 0.7L Flat-2     | D     | 44    |
| Abd.  | S 3.0     | 9  | Équipe nationale belge            | Freddy Rouselle Claude Dubois                     | Lister LM                      | Jaguar 3.0L I6          | D     | 43    |
| Abd.  | S 1.5     | 35 | Team Lotus Engineering            | Jay Chamberlain Pete Lovely                       | Lotus 15                       | Coventry Climax 1.5L I4 | D     | 39    |
| Abd.  | S 750     | 52 | Automobili Stanguellini           | Georges Guyot Pierre Ros                          | Stanguellini 750S              | Fiat 0.7L I4            | D     | 38    |
| Abd.  | S 3.0     | 58 | Écurie Francorchamps              | Lucien Bianchi Willy Mairesse                     | Ferrari 250 TR                 | Ferrari 3.0L V12        | D     | 33    |
| Abd.  | S 1.5     | 36 | Squadra Virgilio Conrero          | Giorgio Ubezzi Eric Catulle                       | Alfa Romeo Giulietta SV Zagato | Alfa Romeo 1.3L I4      | P     | 31    |
| Abd.  | S 3.0     | 2  | David Brown Racing Dept.          | Stirling Moss Jack Brabham                        | Aston Martin DBR1/300          | Aston Martin 3.0L I6    | A     | 30    |
| Abd.  | S 3.0     | 57 | Maurice Charles                   | Maurice Charles John Young                        | Jaguar D-Type                  | Jaguar 3.0L I6          | D     | 29    |
| Abd.  | S 1.1     | 39 | Car Exchange                      | William Frost Robert Hicks                        | Lotus Eleven                   | Coventry Climax 1.1L I4 | D     | 28    |
| Abd.  | S 2.0     | 23 | Jean Thépenier                    | Eugène Martin Michel Dagorne                      | Maserati 200SI                 | Maserati 2.0L I4        | D     | 20    |
| Abd.  | S 750     | 56 | Équipe Lotus France               | Roger Masson (de) André Héchard                   | Lotus 15                       | Coventry Climax 0.7L I4 | D     | 19    |
| Abd.  | S 750     | 49 | Équipe Monopole Course            | René Cotton André Beaulieux                       | Monopole X86                   | Panhard 0.7L Flat-2     | D     | 10    |
| Abd.  | S 3.0     | 6  | Ecurie Ecosse                     | Jack Fairman Masten Gregory                       | Jaguar D-Type                  | Jaguar 3.0L I6          | D     | 7     |
| Abd.  | S 2.0     | 26 | Team Lotus Engineering            | Cliff Allison Graham Hill                         | Lotus 15                       | Coventry Climax 2.0L I4 | D     | 3     |
| Abd.  | S 3.0     | 7  | Ecurie Ecosse                     | John Lawrence Ninian Sanderson                    | Jaguar D-Type                  | Jaguar 3.0l I6          | D     | 2     |
| Abd.  | S 750     | 43 | Just-Emile Vernet                 | Jean-Marie Dumazer Robert Dutoit                  | V.P.                           | Renault 0.7L I4         | D     | 2     |

Détail :
- La no 53 Stanguellini et la no 55 Lotus Eleven n'ont pas été classées pour distance parcourue insuffisante (moins de 70 % de la distance parcourue par le 1er de l'épreuve).

Note :
- Dans la colonne Pneus[1] apparaît l'initiale du fournisseur, il suffit de placer le pointeur au-dessus du modèle pour connaître le manufacturier de pneumatiques. Les pneus Avon (A) sont depuis devenus propriété de Cooper Tire & Rubber Company.

## Record du tour
- Meilleur tour en course :  Mike Hawthorn (no 12, Ferrari 250 TR, Scuderia Ferrari) en 4 min 8 s 0 (195,402 km/h)

## Prix et trophées
- Prix de la Performance :  Automobili O.S.C.A (no 42, OSCA Sport 750 TN)
- 24e Coupe Biennale : Non attribuée car pas de candidat à l'arrivée

## Heures en tête
| n° | Voiture           | Écurie                   | Pilotes                     | Heures           | Total     |
| -- | ----------------- | ------------------------ | --------------------------- | ---------------- | --------- |
| 2  | Aston Martin DBR1 | David Brown Racing Dept. | Stirling Moss Jack Brabham  | 1re à 2e         | 2 heures  |
| 14 | Ferrari 250 TR    | Scuderia Ferrari         | Olivier Gendebien Phil Hill | 3e à 7e 9e à 24e | 21 heures |
| 8  | Jaguar D          | J.D. Hamilton            | Duncan Hamilton Ivor Bueb   | 8e               | 1 heure   |

## À noter
- Longueur du circuit : 13,461 km
- Distance parcourue : 4 101,926 km
- Vitesse moyenne : 170,914 km/h
- Écart avec le 2e : 161,038 km